# Mahavir
Mahavir, poznan tudi kot Vardhamana je bil 24. in s tem tudi zadnji Tirthankara, ki v džainizmu pomeni rešitelj in duhovni učitelj. Za džainiste je Mahavir nič manj kot Bog in njegova filozofija je zelo podobna Biblijski. Po džainizemski tradiciji velja, da je bil Mahavir rojen v začetku 6. stoletja pr. n. št. v kraljevo družino v Biharju v Indiji. S tridesetimi leti se je odrekel svetovnemu bogastvu, zapustil svoj dom in sledil duhovnemu prebujenju ter postal asket. Naslednjih dvanajst let in pol je vadil intenzivno meditacijo in pokoro, po katerih je postal vseveden. Po tem pa je 30 let potoval po Indiji in učil džainizemsko filozofijo. Umrl je pri 72 letih (v 6. stoletju pr. n. št.), njegovi ostanki pa so bili upepeljeni, kraj njegove smrti (Pavapuri-sedaj v Biharju) pa je danes romarsko središče džainizemskih pripadnikov.

## Zgodnje življenje
Mahavir je bil rojen kot princ Vardhamana kralju Siddharthi in kraljici Trishali, od Ikshvaku dinastije. Rojen je bil leta 599 pr. n. št., po gregorijanskem koledarju meseca marca-aprila. Ko je bila kraljica noseča je imela 14 sanj, ki so upodobljene v džainizemskih sktiptah, in so nakazovale, da je njenemu nerojenemu otroku usojena veličina. Kot otrok je bil tih, ampak pogumen. Pokazal je veliko poguma v velikih težkih situacijah. Kot princ je odraščal v luksuzu, a to nanj ni vplivalo. Po starševski zahtevi se je poročil s princeso Yashodo zelo mlad in imela sta hči Priyadarshano. Del vernikov pa verjame, da se Mahivir ni hotel poročiti, ko so mu starši to naročili.
Mahavir je po navadi prikazan v sedeči ali stoječi meditativni postavi, pod njim pa je simbol leva.

## Odpoved
Ko je bil star 28, sta mu umrla starša, nadomestil pa ju je njegov starejši brat Nandivardhana. Mahivir pa si je želel svobode in bratovega dovoljenja, da se odreče kraljevemu življenju. Brat ga je od tega hotel odvrniti, ampak Mahivir je bil vstrajen in je meditacijo izvajal kar doma. Pri 30-ih letih pa je zapustil dom in živel kot asket. Podaril je svojo lastnino, oblekel eno obleko in odšel.

## Pokora
Mahavir je 12 let in pol opravljal pokoro, da bi se oddaljil od stvari, na katere je bil navezan. To je delal tako, da sploh ni govoril in da je vadil meditacijo, da bi premagal svoje osnovne želje. Ves čas se je vedel bolj mirno in s tem je našel način kako premagati jezo. Opustil je svoja oblačila in prebrodil ogromne težave. Verjel je v filozofijo proti nasilju nad živimi stvarmi. Ves čas se je selil iz kraja v kraj, pogosto se je postil in spal je le 3 ure na dan. V teh dvanajstih letih je potoval skozi Bihar, zahod in sever Bangladeša, dele Orisse in Uttar Pradesh. 
Po dvanajstih letih pokore je izmučani Mahavira za trenutek zaspal in pri tem imel serijo desetih čudnih sanj, ki so jih kasneje razložili v Jain Scriptures.
Razlaga sanj:
1. Premagal je leva- predstavlja uničenje "mokše" ali navezanosti na materialne stvari
2. Ptica z belim perjem, ki mu sledi- predstavlja to, da je dosegel čistost uma
3. Ptica s perjem v različnih barvah- simbolizira pridobitev in širjenje različnega znanja
4. Pred njim se pojavita dve biserni ogrlici- simbolizira pridiganje dvojne religije
5. Čreda belih krav- predstavlja skupino vernikov, ki mu bodo sledili
6.  Ribnik z odprtimi lotusi- simbolizira prisotnost nebeških duhov, ki bodo širili nauk
7. Preplaval je voščen ocean- simbolizira svobodo izmenjajočih ciklov smrti in ponovnega rojstva
8. Sončni žarki, ki se širijo v vse smeri- simbolizira dosežek Kevala Jnana
9. Obdaja goro s svojimi modrimi nameni- simbolizira to, da bo vesolje seznanjeno z znanjem
10. Sedi na prestolu na vrhu gore Meru- simbolizira spoštovanje ljudi do znanja, ki jim ga je izročil Mahavir in pridobitev njihovega spoštovanja.

## Nauki
Mahavir je bil 24. učitelj Jainizma, ki je odgovoren za preureditev vere, predstavil pa je tudi Jain Sangho. Zagovarjal je duhovno enakost med moškimi in ženskami, prav tako pa je spodbujal  privržence iz vseh socialnih razredov.
Cilj Mahavirovih navkov je to, da dosežejo svobodo iz cikla ponovnega rojstva, kjer človeško življenje predstavlja bolečino, trpljenje in pregrehe. Trdi, da vsako živo bitje trpi kot suženj Karme, ki je kopičenje posameznikovih dejanj. Duše iščejo užitke v materialnih stvareh, česar rezultat so pregrehe, med katere spadajo: egocentričnost, pohlep, jeza in nasilje. Posledica tega je slaba karma, katera preprečuje prehajanje med cikli. Oznanjal je, da je pot, ki vodi do osvoboditve iz cikla Karme skozi Samyak Darshana (prava vera), Samyak Jnana (pravo znanje) in Samyak Charitra (pravi značaj). 
Po dolgoletnem meditiranju in kontempliranju je Mahavir prišel do zaključka, da so za resnično osvoboditev duše potrebni trije pomembni elementi. Poimenoval jih je ahimsa (nenasilje), sanyama (preprostost) in tapas (zmernost). 

### Ahimsa (nenasilje)
Nenasilje je najvišji princip Džainizma. Um mora biti sočuten, da lahko nastopi nenasilje. Da lahko dosežemo nenasilje, moramo biti zadovoljni v notranjosti. Vsa človeška dejanja morajo biti prijazna, sočutna in neagresivna. 

### Sanyama (preprostost in življenje znotraj meja)
To predvsem pomeni biti zadovoljen z manj. Zato Džainistom nikoli ničesar ne primankuje, saj je v naravi vse v izobilju. Če nekaj poizkušamo nadzorovati, začutimo pomanjkanje, saj ne moremo posedovati vsega in zato si vedno želimo še več. V trenutku, ko ne želimo več nadzorovati, dosežemo obilje. 

### Tapas (duhovna praksa očiščenja, zmernosti, žrtvovanje in postenje)
To je ena izmed najbolj važnih prispevkov Džainizma, saj po očiščenju telesa sledi očiščenje duše. Um onesnažujejo škodljive misli. Zavest zastrupljajo ego, pohlep, ponos, jeza in strah. Duše trpijo zavoljo želja, navezanosti in tesnobe. Mahavir je načine kako očistiti um, dušo in zavest poimenoval tapas.

### Asteya (ne kradi)
To pomeni, da je treba vzdrževati pridobivanja dobrin ali poslov, ki presegajo osnovne potrebe, ker pa je težko vedeti kaj so te osnovne potrebe, se je potrebno vsak dan spraševati ali to res potrebujem ali je to pohlep.

### Bramacarya (ljubezen brez sle)
To se povezje s primernim spolnim vedenjem, popolno vzdržnost in zvestobo v zakonu. Telo je svetišče človekovega bitja, zato vsaka misel beseda in dejanje, ki zlorabljajo telo krši princip bramacarya.

### Aparigraha (nelastenje)
To pomeni nezbiranje materialnih strvari. Če noben ne kopiči, potem nobeden nebo prikrajšan. Pomeni delitev in življenje brez bahanja in razkazovanja bogastva. Obleka, hrana in pohištvo bi morali biti preprosti, elegantni, a ne odvečni. Nesmemo preveč časa porabiti, da skrbimo za stvari, saj potem ni dovolj časa, da bi skrbeli za dušo. 
V slovenskem jeziku pa je na to temo izšla tudi slikanica:
https://plus.si.cobiss.net/opac7/bib/1109169246